# 曹子朝
曹子朝（1528年—？），字以立，号泃川（人稱泃翁），直隸興州後屯衛軍籍，直隸蘇州府長洲縣人，明朝政治人物。

## 生平
嘉靖三十四年（1555年）乙卯科順天府鄉試第四十三名舉人。嘉靖三十五年（1556年）中式丙辰科二甲第七名進士。兵部观政，授刑部主事，三十九年升员外、郎中，四十一年升山东兖州府知府，四十二年謫浙江盐运司判官，四十四年升湖广承天府通判，四十五年升本府同知。歴官河南彰德府、懷慶府知府，萬曆九年（1581年）二月升湖廣副使。十年九月升辽东苑马寺卿兼佥事，十一年十二月叙辽东大捷功，十三年闰九月加升山东按察使衔，仍管原任地方事。十七年正月升四川右布政使。

## 家族
曾祖曹鼎，御醫；祖父曹逵，太醫院吏目；父曹應龍，生员封刑部主事；母黃氏，封太安人。兄曹良輔、弟曹子登（南京刑部郎中）、子良、子學、子邦。